# سسک سینه‌هلالی
سسک سینه‌هلالی (نام علمی: Oreothlypis superciliosa) نام یک گونه از خانواده چرخ‌ریسکیان است.